# Parti socialiste (Maroc)
Pour les articles homonymes, voir Parti socialiste.
Ne pas confondre avec le Parti socialiste unifié, parti politique marocain créé en 2005.
Le Parti Socialiste était un parti politique marocain issu d'une scission du Congrès national Ittihadi. Son congrès fondateur a eu lieu à Rabat le 29 avril 2006. Son secrétaire général est Abdelmajid Bouzoubaa, précédemment secrétaire général du Congrès national ittihadi.

## Résultats aux élections
Lors des législatives de 2007, le parti a obtenu deux sièges à la chambre basse du parlement marocain. Lors des élections législatives de 2011, le parti n'a obtenu aucun siège.